# Trauben- und Melonenesser
Trauben- und Melonenesser ist ein Gemälde des spanischen Barock-Malers Bartolomé Esteban Murillo.

## Beschreibung
Das Bild zeigt zwei etwa zehnjährige Straßenjungen beim Verspeisen von Früchten. 
Die Umgebung ist nicht weiter definiert. Mit offensichtlichem Genuss isst der Straßenjunge auf der linken Betrachterseite gerade eine Traube, während der rechte die Wangen mit einem Stück Honigmelone gefüllt hat. Offenbar teilen die Jungen ihre Mahlzeit, denn auch der linke Junge hält ein Stück Melone in der Hand, während der rechte erwartungsvoll auf die Traubenrispe schaut.

## Kommentar
Auffällig ist der Gegensatz zwischen der Zufriedenheit der beiden Jungen und ihrer erbärmlichen Kleidung. Dennoch gelang es Murillo, beides miteinander zu versöhnen.
Der moralische Appell des Malers ist, dass trotz eigener Armut an den Mitmenschen gedacht werden kann.
Der Malstil, der raues Milieu mit weichem Duktus milderte, wurde bis ins 19. Jahrhundert nach dem Maler „Murillo“ benannt.